# Lunde (Sirdal)
Lunde is een plaats in de Noorse gemeente Sirdal in de  provincie Agder. Tot 1960 was Lunde de hoofdplaats van de gemeente Øvre Sirdal, die in dat jaar fuseerde met Tonstad tot de huidige gemeente Sirdal. Het dorp heeft een kerk uit 1873. Eerder stond er al een kapel.